# Parafia św. Bartłomieja Apostoła w Chęcinach
Parafia Świętego Bartłomieja Apostoła w Chęcinach – parafia rzymskokatolicka w Chęcinach. Należy do dekanatu chęcińskiego diecezji kieleckiej. Założona w XIII wieku. 
Kościół parafialny gotycki, wybudowany w 1325 roku z fundacji Władysława Łokietka, przebudowany w 1600 roku, odnowiony w XVIII wieku, w 1830 dobudowano wieżę. Mieści się przy ulicy Radkowskiej.